# Termometr alkoholowy

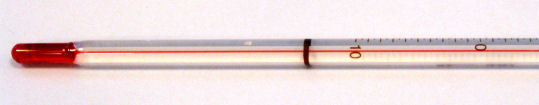
Termometr alkoholowy

Termometr alkoholowy – termometr cieczowy, w którym jako cieczy pomiarowej użyto zabarwionego alkoholu. Nadaje się do mierzenia temperatur w zakresie od -70 °C do + 120 °C. 
Zalety termometru alkoholowego:
- prosty i tani w produkcji;
- szkodliwość zawartego w termometrze alkoholu jest znacznie mniejsza, niż np. rtęci w termometrze rtęciowym.

Wady:
- słupek cieczy ulega czasami przerwaniu;
- nie może być termometrem lekarskim, gdyż nie mierzy temperatury maksymalnej.